# Loi de Mooers
La loi de Mooers (Mooers’ Law) est une observation empirique du comportement énoncée par Calvin Mooers, un informaticien américain, en octobre 1959. Il a présenté cette loi à l’occasion de l’Annual Meeting of the American Documentation Institute à l’Université Lehigh, en Pennsylvanie, lors d’une allocution sur l’utilisation des systèmes de recherche. 

## Énoncé de la loi
La loi de Mooers se décline ainsi : 
Un système de recherche d'information aura tendance à ne pas être utilisé chaque fois qu'il est plus pénible et gênant pour un usager d'avoir des informations que de ne pas les avoir.
Cette loi est abondamment citée dans la recherche en sciences de l’information. Or, plus le champ de recherche de ce domaine s'est développé, plus la loi originale de Mooers s'est dénaturée, décrivant finalement une réalité différente de celle que son auteur dépeignait originellement.

## Contexte original de la loi
Pour Calvin Mooers, c’est la possession d’information et le travail supplémentaire qu’elle engendre qui gênent l’utilisateur des systèmes de recherche d’information. En effet, l’information doit être lue, traitée, assimilée et elle peut également augmenter la charge de travail de l’utilisateur en l’obligeant à l’intégrer à ses décisions. Les personnes évitent donc d’utiliser les systèmes d’information, car ils ne veulent pas avoir à gérer l’information qui en résultera. 
Aussi, selon Mooers, la véracité de sa loi est tributaire de l’environnement de travail. Dans un environnement où la recherche diligente d’information est récompensée, les systèmes de recherche d’information, même les moins efficaces, seront dûment utilisés. A contrario, dans un milieu de travail où l’augmentation de la quantité d’information n’est pas reconnue ou même punie, les systèmes de recherche ne seront pas utilisés, même si on les améliore en facilitant leur utilisation. Ainsi, dans l’interprétation originale de la loi, la pression des pairs est un facteur déterminant dans la motivation des utilisateurs à se servir d’un système de recherche d’information.

## La loi de Mooers appliquée aux sciences de l’information
Avec les années, la loi de Mooers citée par les professionnels de l’information a dévié de sa définition originale. En reprenant la loi hors de son contexte, on lui donne une signification très distincte de ce que Mooers affirmait en 1959. La différence vient des expressions « avoir l’information » provenant du contexte original de la loi et « obtenir l’information » traduite en sciences de l’information. Les chercheurs mettent maintenant l’accent sur la quantité d’efforts requis pour acquérir l’information à partir d’un système de recherche d’information. On affirme que celui-ci ne sera peu ou pas utilisé si le système en question n’est pas suffisamment fonctionnel et convivial. Il constituerait un outil de recherche trop pénible pour l’utilisateur. Calvin Mooers a corroboré lui-même cette nouvelle interprétation en affirmant que l’obtention de résultats de recherches pertinents contribuent à l’utilisation d’un système de recherche d’information. 
De ce fait, on associe la loi de Mooers dans ce nouveau contexte au principe du moindre effort de Zipf où chacun cherche à réduire ses efforts au minimum.  Les utilisateurs préféreront chercher de l’information accessible dans des systèmes faciles à utiliser, plutôt que de chercher de l’information de qualité, mais difficile d’accès. En appliquant la loi de Mooers dans ce nouveau contexte, les professionnels cherchent donc à créer des systèmes plus rapides, plus intuitifs et plus efficaces. Avec les années, les systèmes sont devenus de plus en plus performants et complets. Le taux de rappel et la précision de ceux-ci s’améliorent, de sorte que les résultats les plus pertinents sont conservés et le bruit est réduit au minimum. En ce sens, l'amélioration de la performance des systèmes améliorera par le fait même leur utilisabilité. 

## Annexe